# Cinema Mosca
Il Cinema Mosca è un edificio storico e monumento architettonico di San Pietroburgo, in Russia. Si trova nell'Admiraltejskij rajon, in via Staro-Petergofskij. Si tratta del primo cinema a tre sale costruito nell'Unione Sovietica.

## Storia
Nel 1933 fu indetto un concorso per la progettazione dell'edificio del cinema per il Kirovskij rajon e il primo posto fu assegnato al progetto di Lazar' Chidekel'. Tuttavia, dopo aver vinto il concorso, l'architetto propose un progetto completamente diverso, che fu approvato nel 1936 e realizzato tra il 1937 e il 1939.
Le pareti del vestibolo sono rivestite di marmo artificiale verdastro e da lì parte una scala che conduce al foyer. Al secondo piano tre sale sono disposte attorno al foyer, ciascuna con 400 posti a sedere. La suddivisione in tre sale ha consentito proiezioni più frequenti: mentre gli spettatori si riuniscono per una proiezione in una sala, un film sta già iniziando nella seconda e un altro finendo nella terza.
La facciata principale è ornata da un portico con pilastri rivestiti in granito grigio scuro proveniente dalle cave di Žeželiv. Il portico è sormontato da un attico con un bassorilievo in cemento mescolato a limatura di ghisa (opera di Igor' Krestovskij). Secondo lo stesso autore tutte le figure sul fregio rappresentano persone reali, sebbene i lineamenti non siano sempre aderenti ai quelli dei modelli. La scultrice è Elena Janson-Manizer, il pittore è Aleksandr Samochvalov e le ballerine, le tre Aurore de La bella addormentata, sono Galina Ulanova, Tat'jana Večeslova e Natalija Dudinskaja, la figura al pianoforte è Sof'ja Preobraženskaja e quella col proiettore cinematografico è Vladimir Strekalov-Obolenskij (l'unico raffigurato coi tratti del viso precisi).
Il cinema Mosca è stato edificato sul sito dove precedentemente si trovava la chiesa di Santa Caterina. Nel 2008 l'edificio fu venduto all'asta, con la condizione che il nuovo proprietario avrebbe dovuto restaurarne gli interni e la facciata. Nel 2012 l'amministrazione dell'Admiraltejskij rajon fece istanza affinché l'edificio fosse destinato ad uso sociale, poiché i lavori di ristrutturazione non era ancorano cominciati, ma la richiesta fu respinta.